# Hilyotrogus birmanicus
Hilyotrogus birmanicus är en skalbaggsart som beskrevs av Gilbert John Arrow 1946. Hilyotrogus birmanicus ingår i släktet Hilyotrogus och familjen Melolonthidae. Inga underarter finns listade i Catalogue of Life.